# Ваня (певица)
Ивана Благова, по-известна само като Ваня, е българска попфолк певица.

## Биография
Ваня е родена на 3 септември 1977 г. в село Ветрен дол. Музикалния си талант е наследила от нейната майка, която е била солистка във фолклорен ансамбъл Пирин-Благоевград. Нейните първи певчески изяви започват на 6-годишна възраст. На 10 години вече е част от музикалния духов оркестър на ОУ „Христо Смирненски“. Изпълнява около 200 песни – попфолк, сръбски, гръцки, български фолклор. Доста години се занимава активно с пеене, след което прекъсва до запознанството си с DJ Дамян, който става неин спътник в живота. По негово настояването тя прави първите стъпки към попфолк кариера.

## Музикална кариера

### 2010 – 2012: Начало
Ваня представя дебютната си песен през 2010 с DJ Дамян – „Те не спят“, a през 2011 г. те представят отново дует – „Котето“.
След „Кой ще гали котето любовно“, Ваня представя първия си сингъл „Пробвай се с друга“. След нея отново прави дует с DJ Дамян, наименуван „Знаем си номерата“. Издава две самостоятелни песни „Рекламация“ и „За кого се мислиш“. След тези хитове, прави 3 дуета с DJ Дамян – „Къде си“, „Нецензурно“ и „Пак ще те желая“.

### 2013 – 2014: Поредица от сингли
Първата песен на Ваня за 2013 г. е „Обърка мъжа“. Представя също и „Отказвам“, „Имаш ли кураж“ и баладата „Вместо сбогом“. Ваня взима участие в дуета на приятеля си Дамян и Бобеца – „Едно-друго“.
За 2014 г. първата песен на Ваня е „Ти ли си“, в която взема участие Азис. Прави два дуета, с Тони Стораро – „Край да няма“ и с Vasiliki Ntanta – „Върви, живей“. През същата година напуска „Ара Мюзик“ и подписва договор с „Пайнер“. Тя отново взима участие в песен на Дамян – „Ти змия ли си“. Първата ѝ песен в новата компания е „Неблагодарник“.

### 2015 – 2016: Ново начало вПайнер
Първата ѝ песен за 2015 г. е дует с Преслава – „Нокаут“. Прави фурор със следващите си песни – „Принцеса“, „Цунами“. Представя песен, в която взима участие Джена – „Все ти го отнасяш“. В програмата на Планета „Една нощ в Приказките“ певицата представя „Болката“, чиито текст тя самата написва. В края на март излиза новата ѝ песен „Калашник“, като клипът и отново започва с емблемата на нейното шоу „Pandora“.
На 11 ноември 2016, изпълнителката представя слайдшоу към песента „Барселона“, където участие взима и Фики, а официалния клип излиза на 16 ноември.

### 2017 – 2019: Настояще
Първата песен на Ваня за 2017 е дует с Анелия – „За патрона“. На 26 юли 2017, Ваня представя „Маймуно мръсна“, която е в дует с Азис.
Ваня стартира годината с дует с DJ Дамян – „Искам си теб“. На 27 април представя песента „Втори живот“.
В края на 2019 излиза „Параноя“, дует с Меди в ефира на Планета ТВ

## Награди
| Година | Получател       | Награда                                       |
| ------ | --------------- | --------------------------------------------- |
| 2011   | Ваня и DJ Дамян | Дует на годината.                             |
| 2019   | Ваня            | Авторски принос към музикалното си творчество |

## Концерти зад граница
Македония, Гърция, Турция, Белгия